# Сарська волость
Сарська волость — адміністративно-територіальна одиниця Гадяцького повіту Полтавської губернії з центром у селі Сари.

Старшинами волості були:
- 1900 року[1] козак Іван Олексійович Гузій;
- 1904 року козак Максим Охримович Тхоренко;
- 1913—1915 роках селянин Іван Григорович Кутовенко.